# Lúky pod Viničným vrchom
Lúky pod Viničným vrchom este o arie protejată (arie specială de conservare — SAC, sit de importanță comunitară — SCI) din Slovacia întinsă pe o suprafață de 49,47 ha, integral pe uscat.

## Localizare
Centrul sitului Lúky pod Viničným vrchom este situat la coordonatele 48°29′20″N 20°17′37″E / 48.48901°N 20.293634°E.

## Înființare
Situl Lúky pod Viničným vrchom a fost declarat sit de importanță comunitară în decembrie 2021.

## Biodiversitate
Situată în ecoregiunea panonică, aria protejată conține 1 habitat natural: Fânețe de joasă altitudine (Alopecurus pratensis, Sanguisorba officinalis).
La baza desemnării sitului se află un număr nedeclarat de specii protejate.